# Наталія Гордієнко
Наталія Костянтинівна Гордієнко (рум. Natalia Gordienco; нар. 11 грудня 1987, Кишинів, Молдавська РСР) — молдовська співачка, заслужена артистка Молдови та переможниця міжнародного конкурсу «Нова хвиля 2007». Разом з Arsenium та Connect-R вона представляла Молдову на пісенному конкурсі «Євробачення 2006» з піснею «Loca» і посіла 20 місце. Вона вдруге мала представляти Молдову на конкурсі «Євробачення 2020» з піснею «Prison», але через пандемію COVID-19 його було скасовано. Представниця Молдови на пісенному конкурсі Євробачення 2021 з піснею «Sugar», з якою посіла 13 місце.

## Біографія

### Ранні роки
У п'ять років вона вже давала свої перші концерти для близьких, а в шкільні роки Гордієнко виступала на різних заходах, приводячи глядачів у захват. У 10 років, вона виступала на дитячій передачі «Золотий ключик» на одному з каналів Молдови. Паралельно з навчанням в школі, заняття танцями й співом у хорі, вона 7 років навчалася в музичній школі по класу фортепіано.
Після закінчення ліцею вона вступила до Академії музики, театру та образотворчих мистецтв на відділення естрадно-джазового вокалу.

### 2006—2011: «Євробачення 2006»
20 травня 2006 року Гордієнко з Arsenium та Connect-R представила Молдову на пісенному конкурсі «Євробачення 2006» з піснею «Loca». Набравши 22 бали, вони посіли 20 місце із 24. Того ж року вона здобула I гран-прі на конкурсі естрадної пісні «Слов'янський базар».
У 2007 році Гордієнко брала участь у конкурсі молодих виконавців «Нова хвиля 2007». Набравши 312 очок, вона виграла конкурс.
У 2009 році Гордієнко була серед фіналістів молдавського національного відбору на конкурс «Євробачення 2009» з піснею «So alive», але напередодні конкурсу вона відмовилася від участі через проблеми в сім'ї.
У 2010 році вона випустила свій перший сольний альбом «Time». А вже наступного року 2011 вийшов її другий альбом «Cununa de Flori», в якому були зібрані молдавські народні пісні в сучасному аранжуванні.

### 2012—2017
У 2012 році Гордієнко записала пісню «Бешеный», на яку був випущений перший сольний кліп. Того ж року, вона змінила сценічний псевдонім на Наталі Тома (рум. Natalie Toma) та випустила дует з румунським репером CRBL — «O nouă zi». Кліп на пісню всього за тиждень набрав більше мільйона переглядів на YouTube і викликав великий громадський та медійний інтерес. Також була суддею міжнародного телепроєкту «Fabrica da Staruri», який транслювався на головних телевізійних каналах Румунії та Молдови.
29 грудня того ж року вона відсвяткувала десятиріччя естрадної діяльності, організувавши великий концерт, в якому взяли участь три музичних оркестри Молдови: Alex Calancea Band, оркестр «Lautarii» під керівництвом маестро Миколи Ботгрос і Національний симфонічний оркестр. Всього на сцені одночасно працювали близько ста музикантів, не рахуючи шоу-балету.
На початку 2014 року вона пісню «Красавчик» під псевдонімом Наташа Ростова. Авторами пісні стали український композитор Андрій Тимощик та Ігор Татаренко. Кліп до пісні знімав український кліпмейкер Олександр Філатович.

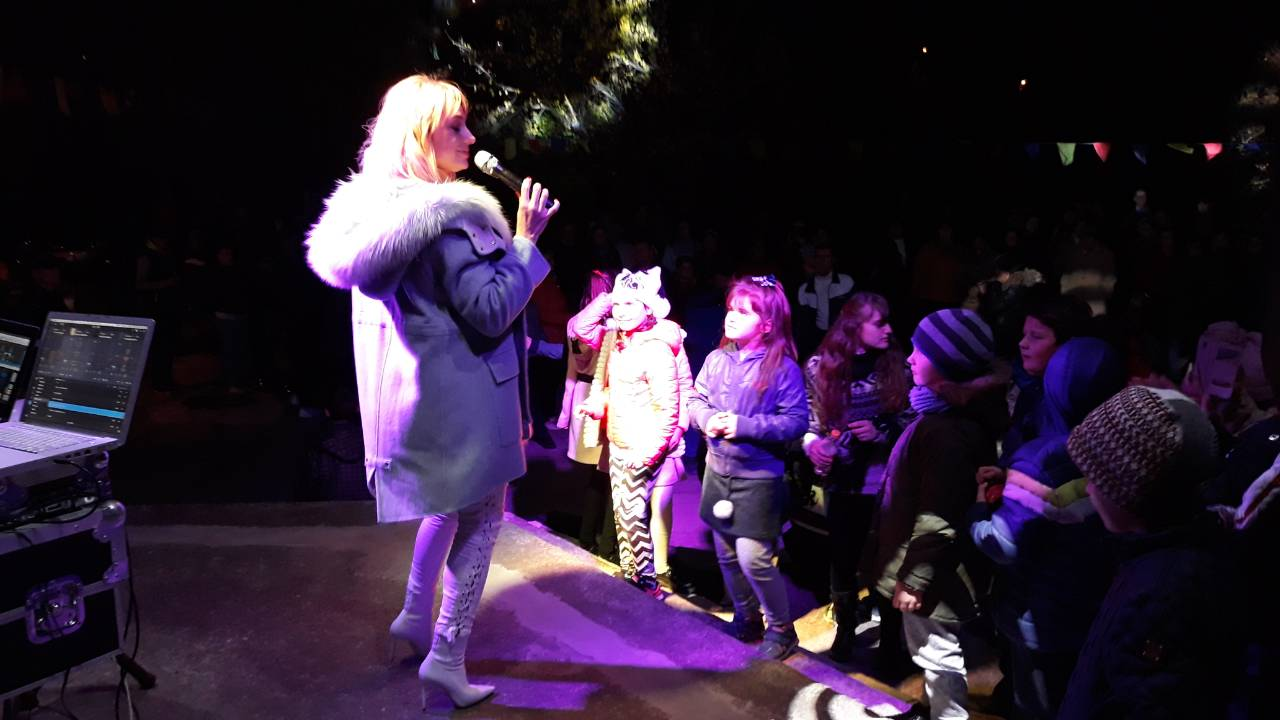
Гордієнко у селі Доброджа, 2017

У 2015 році Гордієнко розпочала співпрацю з румунським лейблом Fly Records. Того ж року вона випустила кліп на пісню «Summertime».
У 2016 році Гордієнко стала генеральним директором Русское Радио Молдова. Того ж року вона випустила кліп на пісню «Habibi», записану спільно з Мохомбі. Вже наприкінці року в дуеті з російським співаком Іраклієм Пірцхалавам, записала композицію «Близко».
На початку 2017 року вона випустила пісню «Пьяная», слова і музику до якої написала Рита Дакота. 14 лютого вийшов кліп на пісню, в якому знявся російський актор Олексій Чадов.

### 2018—дотепер: «Євробачення 2020»
29 лютого 2020 року з піснею «Prison» Гордієнко перемогла в молдовському національному відборі O Melodie Pentru Europa на 65-й пісенний конкурс «Євробачення». Вона мала представляти Молдову в другому півфіналі 14 травня в нідерландському Роттердамі, але через пандемію COVID-19 конкурс було скасовано.

## Дискографія

### Альбоми
- Time (2010)
- Cununa de Flori (2011)

### Сингли
- Loca (2006) (with Arsenium feat. Connect-R)
- My secret world
- Time
- Love rain (2010) (feat. Adrian Ursu)
- Spune-mi baby
- Sunny fantasy
- Cind plingeam
- So alive
- Обнимая мир
- Я не поверю
- Te distrug
- Etno
- Lei-la-lei
- Moldova
- Saraca inima mea
- Sanny
- Summertime (2015)
- Близко (2016) (feat. Іраклій Пірцхалава)
- Habibi (2016) (feat. Мохомбі)
- Пьяная (2017)
- Cheia (2017)
- Аривидерчи (2019)
- Prison (2020)

## Кліпи
- 2014 — «Красавчик», реж. Олександр Філатович
- 2016 — «Habibi», реж. Роман Бурлака
- 2017 — «Пьяная», реж. Катерина Саннікова
- 2017 — «Cheia», реж. Катерина Саннікова
- 2019 — «Аривидерчи», реж. Ірина Миронова

## Нагороди і відзнаки
- Дипломантка міжнародного фестивалю, лауреатів конкурсу — юніорів «Юрмала 2003»
- I місце на міжнародному конкурсі естрадної пісні «Севастополь — Ялта-2004»
- Срібна медаль у номінації «естрадний спів» на міжнародних Дельфійських іграх 2004
- I місце на міжнародному конкурсі естрадної пісні «Два серця — близнюка 2004» в пам'ять Дойна і Іона Алдя-Теодорович
- I місце на міжнародному конкурсі естрадної пісні «Пісні світу 2005»
- Гран-прі міжнародного конкурсу естрадної пісні «Наш рідний край»
- I гран-прі на міжнародному конкурсі естрадної пісні «Слов'янський базар 2006»[2]
- I місце на міжнародному конкурсі естрадної пісні «Нова Хвиля 2007» в Юрмалі
- Золота медаль у номінації «вокал» на міжнародному конкурсі «World Championships of performing arts», Лос-Анджелес, США
- У 2008 році, за досягнуті успіхи у творчості, указом Президента Республіки Молдова їй присвоєно звання «Заслуженої артистки Молдови», ставши наймолодшою співачкою з тих, хто коли-небудь його отримував.[8]